# Hokusai Manga
Hokusai Manga (北斎漫画 Bocetos de Hokusai?) es una colección de bocetos de diversos temas realizados por el artista japonés Katsushika Hokusai. Los temas de los esbozos incluyen paisajes, flora y fauna, la vida cotidiana y lo sobrenatural. Impreso en bloques en tres colores (negro, gris y rosáceo), el Hokusai Manga comprende miles de imágenes en diez volúmenes publicados entre 1814 a 1819, con cinco volúmenes agregados de 1834 a 1878.

## Publicación
El prefacio del primer volumen de la obra, escrito por Hanshū Sanjin (半洲散人), un artista menor de Nagoya, sugiere que la publicación de la obra pudo haber contado con la ayuda de los alumnos de Hokusai. Parte del prefacio dice:

Este otoño, el maestro [Hokusai] visitó la Provincia Occidental y se detuvo en nuestra ciudad [Nagoya]. Todos nos reunimos con el pintor Gekkōtei Bokusen (月光亭墨僊) [Utamasa II, conocido artista de Nagoya, alumno de Hokusai y recopilador de obras posteriores de este] en su residencia, siendo una ocasión muy alegre. Y allí se hicieron más de trescientos bocetos de todo tipo, desde inmortales, budas, eruditos y mujeres hasta pájaros, bestias, hierbas y árboles, cuyo espíritu fue capturado plenamente por el pincel.

Originalmente, el primer volumen se lanzó como una publicación completa de los bocetos que preparó Hokusai durante su estancia en Nagoya en 1812. Esto se deduce a partir del prefacio, pues no menciona que se estén preparando otros volúmenes, además de que el título no indica el número del libro. A partir del éxito del primer volumen, el editor instó al autor para preparar una serie total de diez. La publicación inicial generalmente se atribuye a Eirakuya Toshiro (永楽屋東四郎), de Nagoya. Los últimos tres volúmenes fueron publicados póstumamente; algunos historiadores del arte consideran que el volumen final es espurio.

## Los bocetos
Hokusai Manga forma una variedad de e-dehon: manuales de bocetos para preparar pinturas. Estaban destinados a servir de modelo para aprendices y artesanos. Cada volumen contiene unos sesenta folios. Las ilustraciones denotan la habilidad de Hokusai para capturar «la esencia del cuerpo en movimiento». La obra en su conjunto recoge un compendio de las costumbres y los habitantes de Japón. También ilustra el sentido del humor del autor: una página muestra la historias de unos invidentes tratando de adivinar la identidad de un elefante. Los volúmenes retratan multitud de temas, algunos se centran en luchadores de sumo en varias posiciones, paisajes, animales, personas trabajando o elementos sobrenaturales.